# Wickham Heights
Wickham Heights (en espagnol : Alturas Rivadavia) est un massif montagneux situé sur l'île Malouine orientale, dans les îles Malouines. Il comprend les plus hauts sommets de l'archipel, dont le mont Usborne (705 m) et le mont Wickham (627 m), et sont en partie contigus du No Man's Land. Les pentes de Wickham Heights présentent de nombreux champs de blocs, certains d'entre eux atteignant jusqu'à 5 km de longueur.
Wickham Heights est situé dans la partie nord de l'île Malouine orientale, il s'étend d'est en ouest, et s'élève en certains points jusqu'à une altitude supérieure à 600 m.

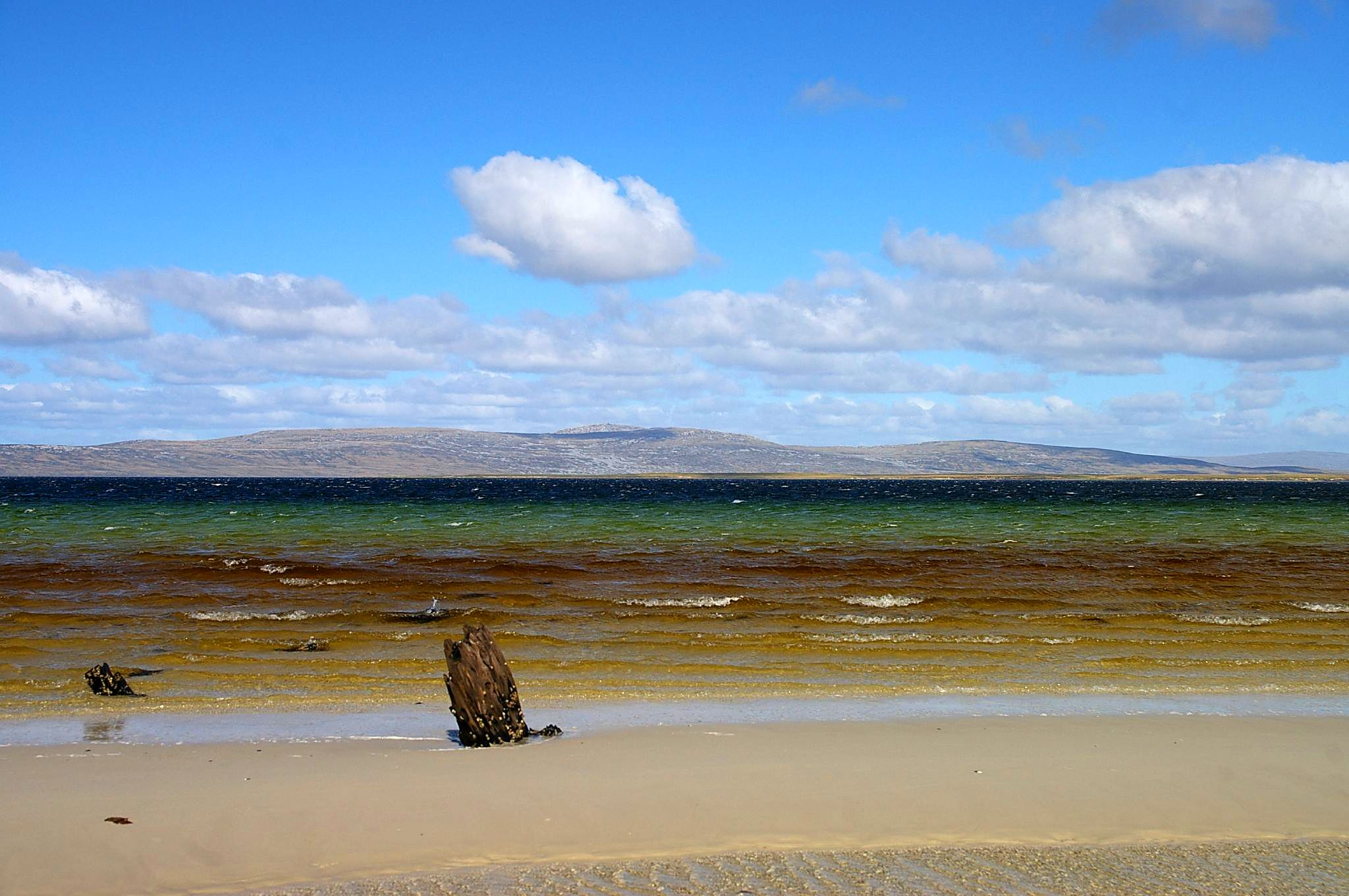
Vue de la baie Accaron avec Wickham Heights en arrière-plan.

Des rivières et ruisseaux tels que Malo River et San Carlos River prennent leurs sources dans Wickham Heights.

## Sources et bibliographie
- (en) « Wickham Heights », dans Encyclopædia Britannica [détail de l’édition], 1911 (lire sur Wikisource). (Falkland Islands)